# Axelle Mollin
Axelle Mollin (Deurne, 2 oktober 2001) is een Belgisch skiester. Haar specialisaties zijn de slalom en de reuzenslalom.

## Levensloop
Axelle is de kleindochter van profwielrenner Maurice Mollin en de dochter van Ricky Mollin die als alpineskiër deelnam aan de Olympische Spelen van Lake Placid ('80) en Sarajevo ('84). Haar neef Bart Mollin nam deel aan de Olympische winterspelen in Whistler ('10) ook als alpineskiër.

## Palmares
Seizoen 2013-2014
- Topolinoen Pinocchio
- U14 sud tirol champion

Seizoen 2018-2019
- entry league FIS, Peer,BE 1ste en 2de plaats
- Belgisch kampioen U18 SG
- 2x 1ste plaats FiS Markstein
- Deelname WCJ val di fassa
- 1ste plaats Falls creek
- 3de plaats Falls creek
- deelname EYOF in BIH Jahorina

Seizoen 2019-2020
- 1ste plaats SL FIS Ladurns
- Deelname WCJ Narvik en top 40 run 1
- 2de plaats Telfs national junior championships SL